# Hibiscus altissimus
Hibiscus altissimus là một loài thực vật có hoa trong họ Cẩm quỳ. Loài này được Hornby mô tả khoa học đầu tiên năm 1946.